# This Strange Effect
This Strange Effect è il primo singolo estratto dal secondo album della band belga Hooverphonic: Blue Wonder Power Milk.
La canzone viene scelta per far parte della colonna sonora del film "Shades" per cui Alex Callier ha composto alcuni brani strumentali e l'omonima Shades cantata da Geike.
È stata anche utilizzata nell'opening del 20º episodio della serie televisiva Nikita.

## Tracce

### CD Singolo
1. This Strange Effect (Album Version)
2. This Strange Effect (Surf's Up Cinderella Remix)

### CD Maxi Singolo
1. This Strange Effect (Album Version)
2. This Strange Effect (Surf's Up Cinderella Remix)
3. This Strange Effect (Thievery Corporation Remix)
4. This Strange Effect (Bugs Fifth Columnist Remix)
5. This Strange Effect (Bugs Spectre Remix)